# Клеце
Клеце (њем. Klötze) град је у њемачкој савезној држави Саксонија-Анхалт. Једно је од 40 општинских средишта округа Алтмарк Салцведел. Према процјени из 2010. у граду је живјело 11.132 становника. Посједује регионалну шифру (AGS) 15081280.

## Географски и демографски подаци
Клеце се налази у савезној држави Саксонија-Анхалт у округу Алтмарк Салцведел. Град се налази на надморској висини од 60 метара. Површина општине износи 278,3 km². У самом граду је, према процјени из 2010. године, живјело 11.132 становника. Просјечна густина становништва износи 40 становника/km².